# Axel Vieregg
Axel Vieregg (auch Axel J. A. Vieregg; * 4. August 1938 in Berlin; † 3. September 2020 in Palmerston North) war ein deutscher Germanist und Literaturwissenschaftler, der als Professor in Neuseeland wirkte.

## Leben
Nach dem Besuch der Nicolaischule studierte Vieregg an der Freien Universität von 1958 bis 1964 Anglistik und Romanistik. 1963 arbeitete er für ein Jahr lang als Deutschlehrer in Frankreich. 1965 ging er als Lektor des DAAD nach Neuseeland. Von dort 1967 zurückgekehrt, wurde er Referendar im damaligen Westberlin. 1968 nahm Vieregg ein Angebot der Massey University in Palmerston North auf Neuseeland an. Dort lehrte er mehr als 30 Jahre als Dozent und Professor für Neue Deutsche Literatur. Nach seinem Tod gab es dort keine Germanistik mehr.
Der Lyriker Peter Huchel traf Vieregg in Neuseeland und auf Anregung Huchels wurde er 1974 in Bern mit einer Arbeit über Die Lyrik Peter Huchels. Privatmythologie und Zeichensprache zum Doktor promoviert. Nach Huchels Tod gab Vieregg ab 1984 die Gesamtausgabe von dessen Werken heraus. Ferner war er Herausgeber der Werke von Günter Eich. Mediale Aufmerksamkeit erfuhr er 1993 im Zusammenhang der „Eich-Debatte“, die sich an Viereggs Bemerkung in seinem Buch Der eigenen Fehlbarkeit begegnet entzündete, Günter Eich habe seinerzeit „bewußt für den nationalsozialistischen Staat optiert“.

## Veröffentlichungen (Auswahl)
(Sortierung nach Erscheinungsdatum, absteigend)

### Herausgeber
- Peter Huchel: Gesammelte Werke in zwei Bänden. Suhrkamp Verlag, Berlin 2017 (Neuausgabe)
  - Band 1: Die Gedichte. ISBN 978-3-518-24061-8
  - Band 2: Vermischte Schriften. ISBN 978-3-518-24062-5
- Günter Eich: Gesammelte Werke. Bd. I: Die Gedichte; Bd. IV: Vermischte Schriften. Suhrkamp, Frankfurt am Main 1991 (= revidierte, ergänzte und mit neuen Anmerkungen versehene Ausgabe von 1973, hrsg. v. Horst Ohde und Susanne Müller-Hanpft (Bd. I) bzw. Heinz F. Schafroth (Bd. IV)).
- Peter Huchel: Gesammelte Werke in zwei Bänden. 1. Aufl. Suhrkamp, Frankfurt am Main 1984
  - Band 1: Die Gedichte. ISBN 3-518-04593-8
  - Band 2: Vermischte Schriften. ISBN 3-518-04594-6

### Eigene Werke
- Ernst Bloch, Max Frisch und der Mensch im Holozän. Ein Essay. epubli, Berlin 2018, ISBN 978-3-7467-0447-0.
- Interpretation. Elisabeth Langgässer: Saisonbeginn. Reclam Verlag, Stuttgart 2009, ISBN 978-3-15-950058-4.
- Der eigenen Fehlbarkeit begegnet. Günter Eichs Realitäten 1933–1945. Edition Isele, Eggingen 1993, ISBN 978-3-86142-000-2.

### Aufsätze (Auswahl)
- Günter Eich: Das Wolburg-Fragment (1945). In: Sinn und Form. Heft 5/2015, S. 581–601.
- Spiel und Ernst bei Günter Eich. Zur Vorgeschichte eines Spannungsfeldes. In: Peter Walther (Hrsg.): Günter Eich 1907–1972. Nach dem Ende der Biographie. Lukas Verlag, Berlin 2000, ISBN 3-931836-40-1, S. 75–89.
- „Diß Leben kömmt mir vor alß eine renne bahn“ – Vom Sinnbild zum sinnlichen Bild in Gryphius’ Abend-Sonett. In: Hansgerd Delbrück (Hrsg.): „Sinnlichkeit in Bild und Klang“. Festschrift für Paul Hofmann zum 70. Geburtstag. Hans-Dieter Heinz Akademischer Verlag, Stuttgart 1987, ISBN 3-88099-193-6, S. 139–152.